# Bezirk Radziechów

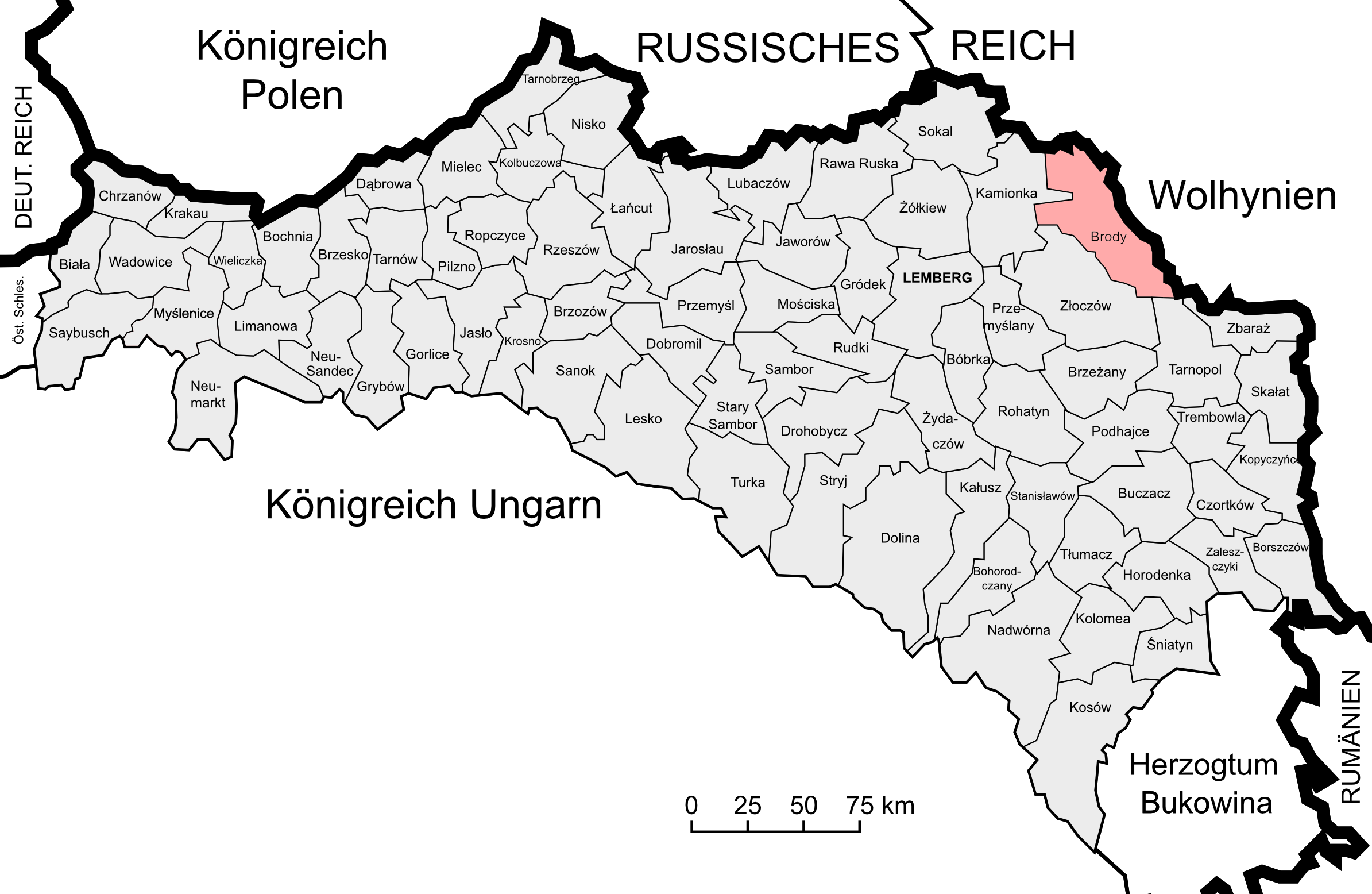
Lage des Bezirks Radziechów (als Teil des Bezirks Brody) im Kronland Galizien und Lodomerien

Der Bezirk Radziechów war ein politischer Bezirk im Kronland Galizien und Lodomerien. Sein Gebiet umfasste Teile Ostgaliziens in der heutigen Westukraine (Oblast Lwiw, Rajon Radechiw sowie Teile des Rajons Busk), Sitz der Bezirkshauptmannschaft war der Ort Radziechów. Nach dem Ersten Weltkrieg musste Österreich den gesamten Bezirk an Polen abtreten.
Er grenzte im Norden und Osten an das Russische Kaiserreich, im Südosten an den Bezirk Brody, im Südwesten an den Bezirk Kamionka Strumiłowa sowie im Westen an den Bezirk Sokal.

## Geschichte
Der Bezirk entstand erst spät im Verlauf der Verwaltungsgeschichte Galiziens, konkret wurde er am 1. Januar 1912 durch das Ausscheiden des Gerichtsbezirks Łopatyn aus dem Bezirk Brody und des Gerichtsbezirks Radziechów aus dem Bezirk Kamionka Strumiłowa geschaffen.
Der Bezirk Radziechów bestand 1912 aus 57 Gemeinden sowie 51 Gutsgebieten und umfasste eine Fläche von 1127,62 km². Die Bevölkerung umfasste 1910 72.432 Menschen.

## Ortschaften
Auf dem Gebiet des Bezirks bestanden 1912 Bezirksgericht in Łopatyn und Radziechów, diesem waren folgende Orte zugeordnet:
Gerichtsbezirk Radziechów:
- Markt Chołojów
- Dmytrów
- Hanunin
- Józefów
- Krzywe
- Kulików
- Majdan Stary bestehend aus den Ortsteilen Huta Stara, Majdan Stary, Pustelniki und Wyrki
- Mierów
- Manastyrek bestehend aus den Ortsteilen Majdan Nowy und Monastyrek
- Mukanie
- Niemiłów
- Niestanice
- Niwice
- Ohladów
- Opłucko bestehend aus den Ortsteilen Huta Szklanna und Opłucko
- Ordów
- Pawłów
- Peratyn.
- Płowe
- Markt Radziechów
- Romanówka
- Sabinówka
- Sienków, bestehend aus den Ortsteilen Dąbrowa und Sienków
- Środopolce
- Stanin
- Markt Stojanów
- Suszno bestehend aus den Ortsteilen Heinrichsdorf, Kempa, Suszno, Tobołów und Zabawa
- Tetewczyce
- Markt Witków Nowy
- Witków Stary
- Wolica Baryłowa bestehend aus den Ortsteilen Korczówka, Wolica Baryłowa und Zielona
- Wulka Suszańska

Gerichtsbezirk Łopatyn:
- Baryłów
- Batyjów
- Bordulaki
- Chmielno
- Hrycowola
- Kustyn
- Laszków
- Markt Łopatyn
- Manastyrek
- Mikołajów, bestehend aus den Ortsteilen Mikołajów und Sterkowce
- Podmanastyrek
- Romanówka
- Ruda Brodzka
- Rudenko Lackie
- Rudenko Ruskie
- Smarzów
- Markt Stanisławczyk
- Stołpin
- Strzemilcze
- Markt Szczurowice
- Markt Toporów
- Trójca
- Turze
- Uwin
- Zawidcze